# La Gira (Álbum)
La Gira Season 2 es la segunda banda sonora de la serie La Gira de Disney Channel. Lanzada el 12 de marzo de 2012 por Walt Disney Records.
El álbum contiene 13 canciones, 10 de ellas de la serie La Gira y 3 canciones bonus interpretadas por Lucía Gil, Paula Dalli y Dani Sánchez de las bandas sonoras en español de Lemonade Mouth,Camp Rock 2 y Disney's Friends For Change.

## Lista de canciones
Disco 1 - CD
| #  | Nombre                   | Escritor                                                                            | Intérpretes                            | Duración |
| -- | ------------------------ | ----------------------------------------------------------------------------------- | -------------------------------------- | -------- |
| 1  | A girar                  | Aris Archontis, Jacobo Calderón, Jeannie Lurie, Chen Neeman, Alejandro Nogueras     | Lucía Gil, Paula Dalli                 | 2:42     |
| 2  | Me haces tan feliz       | Aris Archontis, Jacobo Calderón, Jeannie Lurie, Chen Neeman, Alejandro Nogueras     | Paula Dalli                            | 3:18     |
| 3  | Eléctrica                | Aris Archontis, Jacobo Calderón, Jeannie Lurie, Chen Neeman, Alejandro Nogueras     | Daniel Sánchez                         | 2:54     |
| 4  | Superstar                | Jacobo Calderón, Jay L'Oreal, Alejandro Nogueras                                    | Paula Dalli                            | 3:10     |
| 5  | Un beso                  | Aris Archontis, Jacobo Calderón, Jeannie Lurie, Chen Neeman, Alejandro Nogueras     | Lucía Gil                              | 2:58     |
| 6  | Mi vida comienza aquí    | Aris Archontis, Jacobo Calderón, Jeannie Lurie, Chen Neeman, Alejandro Nogueras     | Paula Dalli                            | 3:07     |
| 7  | Inténtalo                | Jacobo Calderón, Andy Dodd, Adam Watts                                              | Paula Dalli                            | 3:18     |
| 8  | Esta vida es una carrera | Aris Archontis, Jacobo Calderón, Jeannie Lurie, Chen Neeman, Alejandro Nogueras     | Andrea Guasch                          | 2:06     |
| 9  | Voy a subir              | Aris Archontis, Jacobo Calderón, Jeannie Lurie, Chen Neeman, Alejandro Nogueras     | Lucía Gil, Paula Dalli, Daniel Sánchez | 3:06     |
| 10 | Tú eres mi canción       | Aris Archontis, Jacobo Calderón, Jeannie Lurie, Chen Neeman                         | Lucía Gil                              | 3:02     |
| 11 | Cámbialo                 | Adam Anders, Peer Astrom, Jacobo Calderón, Nikki Hassman, Alejandro Nogueras        | Paula Dalli                            | 3:10     |
| 12 | Preparados para volar    | Aris Archontis, Jacobo Calderón, Jeannie Lurie, Chen Neeman, Alejandro Nogueras     | Lucía Gil                              | 2:57     |
| 13 | Preparados para volar    | Aris Archontis / Jacobo Calderón / Jeannie Lurie / Chen Neeman / Alejandro Nogueras | Andrea Guasch                          | 2:56     |

Disco 2 - Bonus DVD
Incluye VIDEOS MUSICALES:
| # | Nombre                   | Escritor                                                                        | Intérpretes            | Duración |
| - | ------------------------ | ------------------------------------------------------------------------------- | ---------------------- | -------- |
| 1 | A girar                  | Aris Archontis, Jacobo Calderón, Jeannie Lurie, Chen Neeman, Alejandro Nogueras | Lucía Gil, Paula Dalli | 2:42     |
| 2 | Inténtalo                | Jacobo Calderón, Andy Dodd, Adam Watts                                          | Paula Dalli            | 3:18     |
| 3 | Esta vida es una carrera | Aris Archontis, Jacobo Calderón, Jeannie Lurie, Chen Neeman, Alejandro Nogueras | Lucía Gil              | 2:06     |
| 4 | Tú eres mi canción       | Aris Archontis, Jacobo Calderón, Jeannie Lurie, Chen Neeman                     | Lucía Gil              | 3:02     |
| 5 | Cámbialo                 | Adam Anders, Peer Astrom, Jacobo Calderón, Nikki Hassman, Alejandro Nogueras    | Paula Dalli            | 3:10     |

Y clips del concierto
| # | Nombre                | Escritor                                                                        | Intérpretes                            | Duración |
| - | --------------------- | ------------------------------------------------------------------------------- | -------------------------------------- | -------- |
| 1 | Me haces tan feliz    | Aris Archontis, Jacobo Calderón, Jeannie Lurie, Chen Neeman, Alejandro Nogueras | Paula Dalli                            | 3:18     |
| 2 | Superstar             | Jacobo Calderón, Jay L'Oreal, Alejandro Nogueras                                | Paula Dalli                            | 3:10     |
| 3 | Voy a subir           | Aris Archontis, Jacobo Calderón, Jeannie Lurie, Chen Neeman, Alejandro Nogueras | Lucía Gil, Paula Dalli, Daniel Sánchez | 3:06     |
| 4 | Preparados para volar | Aris Archontis, Jacobo Calderón, Jeannie Lurie, Chen Neeman, Alejandro Nogueras | Lucía Gil                              | 2:57     |

- Datos: Q87186057